# Горан Чучковић
Горан Чучковић (1949, Бања Лука – 1990) био је прозни писац, критичар и издавач.
Детињство и младост провео је у Бањалуци, Сиску, Книну, Требињу и Сарајеву где је завршио основну и средњу школу. Дипломирао је на Филозофском факултету у Београду, група за археологију, са темом из области палеолитске уметности.
Радове из књижевности (проза) и ликовне (новинске) критике објављивао је у разним листовима и часописима. Оснивач је Т. Р. З. „Арион“, једне од првих приватних издавачких кућа у СФР Југославији.
У прози (причама, новелама, романима), стилски изванредно обликованим, Чучковић обухвата разне теме од оних митских из старих грчких и источњачких легенди до наше савремености.
У свом, свакако, најбољем делу, новели „Једење богова“, овај аутор ће на веома пластичан начин описати монструозне злочине које су усташе извршиле над Србима у злогласном логору „Јасеновац“, упражњавајући, између осталих зверстава, чак и канибализам (људождерство).

## Објављена дела
- „Чудесно путовање“, приче, 1981.
- „Људовање Ахмед-аге Сарајлића“, приче, 1981.
- „Црно сунце“, roman, 1982, 1984, 1985, (више издања).
- „Једење богова“, новела, 1983, 1984, 1988, (више издања).
- „Метаморфозе и друге приче“, 1985.
- „Голо“, новела, 1986, 1988, (више издања).
- „Писма љубави“, 1988.
- „Јунак“, роман, 1988.
- „Прстење од сна“, песме, 1988.